# Sundremda
Sundremda ist ein Ortsteil der Stadt Rudolstadt im Landkreis Saalfeld-Rudolstadt in Thüringen.

## Geographie
Das Haufendorf liegt im Tal des Flüsschens Rinne. Die Umgebung des Dorfes ist östlich von bewaldeten Buntsandsteinbergen und im Norden von Muschelkalkhöhen sowie im Süden von steinreichen Muschelkalkböden des Schönefeldes umgeben.
Auf diesen einst kargen Flächen gab es nur Trappen und Hasen. Schon lange gibt es keine Trappen mehr und kaum noch Hasen.

## Geschichte
750–779 wurde Sundremda erstmals im Urkundenbuch des Klosters Fulda registriert.  Am nordöstlichen Dorfrand steht ein Sühnestein, der nach örtlicher Überlieferung von Bonifatius errichtet worden sein soll.
Der Ort war eine slawische Siedlung. Ein Gräberfeld, das 1895 entdeckt und ausgegraben wurde, belegt durch die untersuchten Beigaben diese ethnische Zugehörigkeit. 1618–1648 gab es durch die Pest viele Tote. Am 12. April 1740 wurde der Grundstein der heutigen Kirche gelegt. Erst mit der Separation wurden die Sundremdaer Bauern von ihren Abgaben befreit.
Am 1. Januar 1997 bildeten Sundremda, die Städte Remda und Teichel sowie neun weitere Orte die neue Stadt Remda-Teichel. Zum 1. Januar 2019 wurde Sundremda im Zuge der Eingemeindung von Remda-Teichel ein Stadtteil von Rudolstadt.

## Sehenswürdigkeiten
- Dorfkirche Sundremda

## Wirtschaft
Neben der Land- und Forstwirtschaft existieren ein Trockenbaubetrieb, eine Dachdeckerfirma und ein Malerbetrieb.

## Persönlichkeiten
- Jonathan Karl Zenker (* 1. März 1799 in Sundremda; † 6. November 1837 in Jena), Naturforscher